# Élections parlementaires italiennes de 2013
Les élections parlementaires italiennes de 2013 (Elezioni politiche italiane del 2013, en italien) se sont déroulées les 24 et 25 février 2013. Elles se sont tenues à la suite de la dissolution du Parlement du 22 décembre 2012, afin de désigner les 630 députés de la Chambre des députés et les 315 sénateurs élus du Sénat de la République, selon la loi électorale de 2005 pour la XVIIe législature, d'une durée normale de 5 ans,. Elles sont légèrement anticipées puisque l'échéance naturelle de la législature correspond à fin mars, début avril. Trois élections régionales anticipées, en Lombardie, Latium et Molise, se déroulent en même temps.

## Contexte

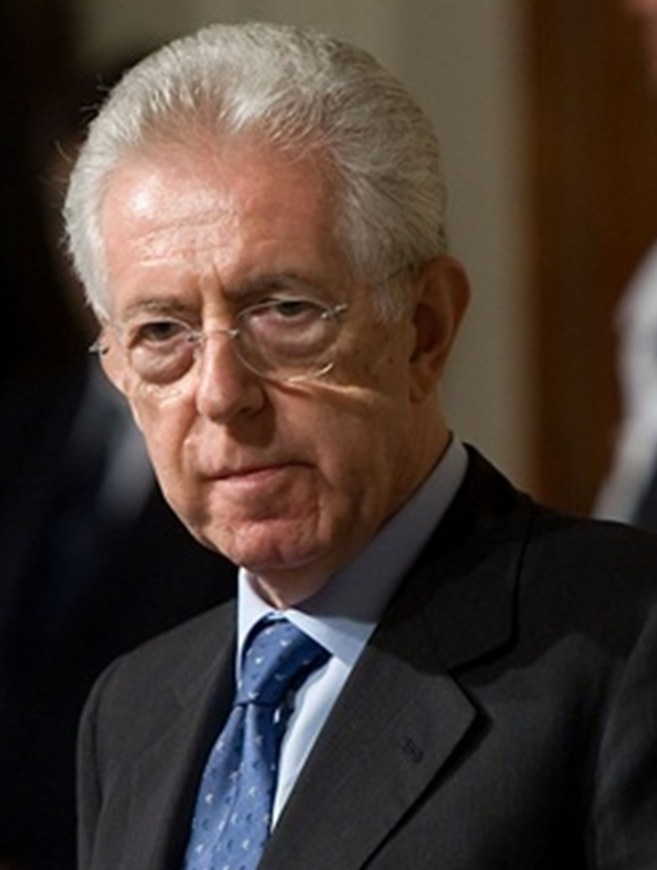
Le président du Conseil, Mario Monti.

Lors des élections parlementaires anticipées des 13 et 14 avril 2008, le Peuple de la liberté (PDL), un parti alors en voie de formation qui se déclare de centre droit, dirigé par Silvio Berlusconi, et son allié populiste de la Ligue du Nord (LN) remportent une majorité absolue à la Chambre et au Sénat. Le Parti démocrate (PD), de l'ancien maire de Rome Walter Veltroni, devient alors le premier parti d'opposition, avec son allié de l'Italie des valeurs (IDV). Environ un mois plus tard, le président de la République, Giorgio Napolitano, nomme Silvio Berlusconi, pour la troisième fois, président du Conseil des ministres. Le gouvernement Berlusconi IV, constitué de vingt-et-un ministres, prenait alors ses fonctions.
La coalition au pouvoir connaît sa première crise en juillet 2010, lorsque le président de la Chambre des députés, Gianfranco Fini, ancien dirigeant de l'Alliance nationale, fait scission du PDL et fonde Futur et liberté pour l'Italie (FLI), mettant en péril la majorité de Berlusconi dans les deux chambres. Le 14 décembre 2010, le gouvernement Berlusconi remporte de justesse la confiance à la Chambre, en suscitant la création d'un nouveau groupe parlementaire Peuple et territoire (nom actuel). En novembre 2011, alors que la crise au sein de la zone euro se fait de plus en plus profonde, Silvio Berlusconi, sous la pression des marchés financiers et du président de la République Giorgio Napolitano, présente la démission de son gouvernement. Quelques jours plus tard, Mario Monti, un ancien commissaire européen, indépendant de toute étiquette politique, est nommé par le chef de l'État dans le but de former un gouvernement « technique », permettant à l'Italie de retrouver une situation économique apaisée.
Très largement soutenu par les principales forces politiques parlementaires, à l'exception notable du parti populiste Ligue du Nord, puis de l'Italie des valeurs, le gouvernement Monti mène plusieurs réformes structurelles importantes, notamment en adaptant le droit du travail et en diminuant les dépenses publiques.

### Dissolution des chambres
Le 9 décembre 2012, après l'abstention du PDL lors de deux votes de confiance à la Chambre des députés, Mario Monti annonce qu'il remettra sa démission irrévocable une fois voté le budget de l'État. Conformément à cet engagement, il se présente, le 21 décembre, devant le président de la République, Giorgio Napolitano, qui le charge d'expédier les affaires courantes. Le lendemain, après de brèves discussions avec les représentants des partis, le chef de l'État prononce la dissolution du Parlement italien et convoque les élections pour les 24 et 25 février 2013. Mario Monti assume la gestion des affaires courantes.

### Italiens à l'étranger
Sont également concernés les Italiens résidant à l'étranger, de manière permanente, au 31 décembre 2012, selon le décompte suivant :
- Europe, y compris Russie et Turquie asiatiques : 2 365 170 qui élisent cinq députés et deux sénateurs,
- Amérique du Sud : 1 338 172 qui élisent quatre députés et deux sénateurs,
- Amérique du Nord et centrale : 400 214 qui élisent deux députés et un sénateur,
- Afrique, Asie, Océanie et Antarctique : 237 600 qui élisent un député et un sénateur.

## Forces en présence

### Peuple de la liberté

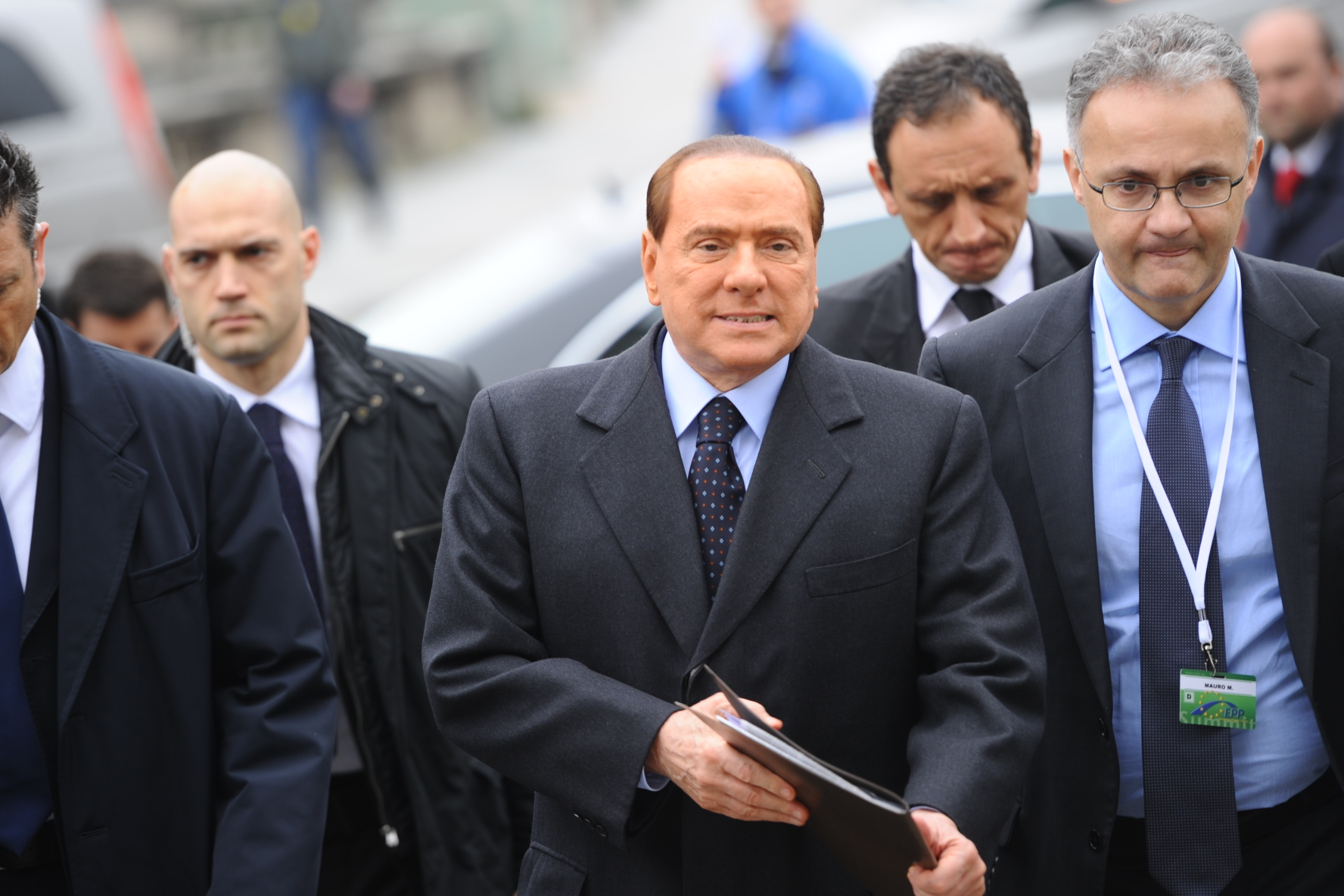
Silvio Berlusconi.

Officiellement fondé lors du congrès du 29 mars 2009, le Peuple de la liberté (Il Popolo della Libertà, PDL) est un parti politique de droite, qui réunit également d'anciens éléments libéraux-conservateurs et chrétiens démocrates. Il est présidé par Silvio Berlusconi, son secrétaire politique national étant Angelino Alfano, ancien ministre de la Justice, depuis le 1er juillet 2011.
Depuis les élections de 2008, le groupe parlementaire du PdL s'est réduit, passant de 276 à 205 députés, soit seulement un de plus que son adversaire démocrate, à la veille de la dissolution, en décembre 2012. Alfano, considéré comme le dauphin de Berlusconi, est une personnalité politique connue des Italiens, puisque, en sa qualité de ministre de la Justice, il a rédigé et défendu au Parlement la loi d'immunité pour le président de la République, du Conseil des ministres, de la Chambre des députés et du Sénat, censée protéger le chef du gouvernement des poursuites dont il faisait l'objet.
Après avoir fait planer le doute, Silvio Berlusconi a annoncé, en octobre 2012, qu'il ne souhaitait pas concourir aux élections de 2013 et son successeur serait choisi à l'occasion de primaires ouvertes. Cependant, au début du mois de décembre, affirmant avoir reçu de nombreuses sollicitations, il déclare finalement sa candidature, ce qui entraîne l'annulation des primaires.
Au 3 janvier 2013, le PdL n'est allié qu'avec La Droite à laquelle Berlusconi apporte son soutien pour la présidence du Latium à Francesco Storace, Frères d'Italie - Centre droit national qui aura sa propre liste ainsi que Grande Sud dirigé par Gianfranco Miccichè. Le 7 janvier 2013, un accord de coalition est signé avec la Ligue du Nord pourvu que Berlusconi ne se porte pas candidat à la présidence du Conseil, mais soit uniquement le chef de la coalition commune. Le PdL soutient alors Roberto Maroni à la présidence de la région Lombardie. Le nom du candidat de la coalition au gouvernement reste peu clair (Alfano, Tremonti ?) tandis que Berlusconi, dans l'une des nombreuses déclarations contradictoires, dont il est coutumier, déclare qu'il se contenterait du ministère des Finances si sa coalition venait à remporter les élections. Finalement, lors du dépôt des symboles électoraux, c'est le nom de Berlusconi président qui figure sur celui du PdL (mais pas pour la circonscription de l'étranger) tandis que ceux de Maroni et de Tremonti figurent sur celui de la Ligue du Nord.
La coalition comprend finalement neuf partis tandis que le centre gauche en compte sept : en plus du PdL, de Frères d'Italie et de la LN, Grande Sud soutenu par le Mouvement pour les autonomies (qui se présente cependant séparément au Sénat), La Droite, les Parti des retraités, Intesa popolare (de Giampiero Catone et de la Droite libertaire) ainsi que MIR (Moderati Italiani in Rivoluzione-Gianpiero Samorí), mais aussi uniquement au Sénat le Chantier populaire (Cantiere popolare) (en Sicile), une liste contre Equitalia (Liberi da Equitalia, devenue Liberi per una Italia equa), tandis que Francesco Saverio Romano obtient des places éligibles pour son PID sur les listes du PdL. Lors de la présentation des listes, particulièrement mouvementée en Campanie, le PdL exclut les candidatures de Nicola Cosentino, Marcello Dell'Utri, Claudio Scajola et d'autres personnalités mises en examen, comme Marco Milanese et Alfonso Papa, mais compte néanmoins trois condamnés définitifs et une vingtaine de personnalités condamnés en premier ressort ou mis en examen, dont son leader Silvio Berlusconi, Raffaele Fitto et Denis Verdini qui a été le chargé d'établir les listes. Antonio Razzi et Domenico Scilipoti sont deux autres parlementaires controversés qui finissent sur les listes en position éligible.

#### Ligue du Nord

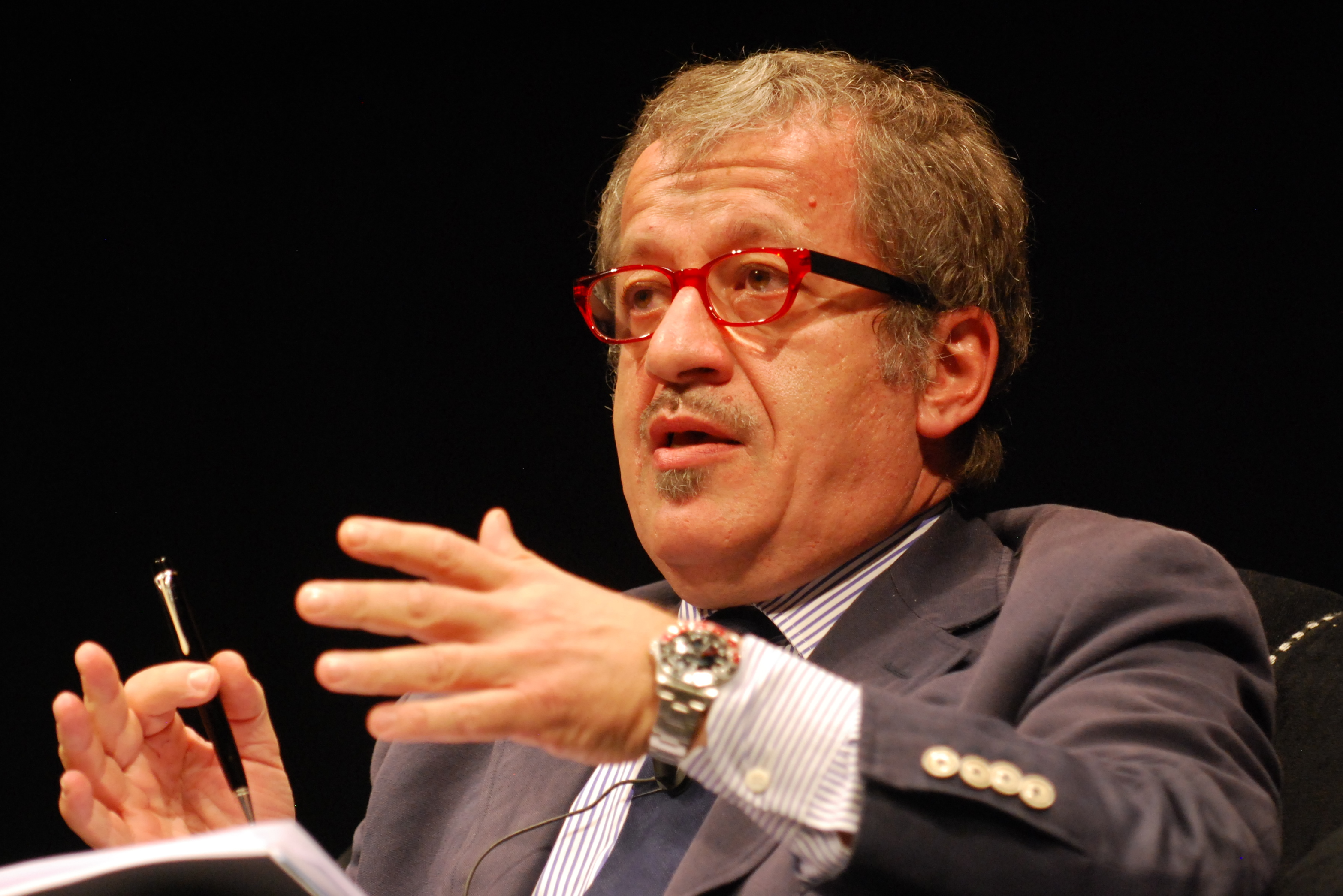
Roberto Maroni.

Sous le nom officiel de Ligue du Nord pour l'indépendance de la Padanie (Lega Nord per l'Indipendenza della Padania), ce parti populiste, régionaliste et xénophobe est le plus ancien de ceux qui se présentent, puisque constitué en 1989. Jusqu'en 2012, le parti était dirigé par son leader charismatique et fondateur, Umberto Bossi. Bien qu'il ait été victime, en 2004, d'une hémorragie cérébrale, celui que l'on surnomme « Il senatùr », du fait de son élection au Sénat de la République en 1987, est resté le dirigeant incontesté du parti jusqu'en 2012, lorsque la justice met au jour un vaste réseau de détournement de fonds publics à son profit, ainsi qu'à celui de sa famille et de ses proches. Ces révélations ont mis à mal le discours de la LN, qui aime à se présenter comme un parti propre luttant contre les corrompus de Rome. Une ultérieure dénonciation de la secrétaire du groupe sénatorial de la LN révélée par La Repubblica le 7 janvier 2013 ternit ultérieurement la réputation d'intégrité du mouvement.
Bossi est propulsé au poste de président fédéral de la Ligue, une fonction purement honorifique, et une direction collégiale est mise en place, avant que l'ancien ministre de l'Intérieur Roberto Maroni ne prenne la tête du parti.
Le 29 décembre 2012, la Ligue du Nord demande à Silvio Berlusconi de renoncer à être chef de la coalition, si son parti, le Peuple de la liberté veut envisager de s'allier avec lui. Il avance le nom de Flavio Tosi comme chef de file pour les élections, étant lui-même candidat à la région Lombardie. Finalement un accord de coalition est signé avec le PdL le 7 janvier 2013, mais aucun candidat n'est clairement choisi, par la coalition, pour devenir président du Conseil, tandis que sur le symbole électoral apparait la mention « TreMonti » (pour Giulio Tremonti) que le ministère de l'Intérieur rejette. Finalement ce sont les noms de « Maroni » et de « Tremonti » (sans M majuscule) qui figureront sur le symbole définitivement approuvé.

#### Grande Sud
Grande Sud est le nom de différents mouvements politiques du Mezzogiorno qui se sont fédérés surtout en Sicile pour faire pendant à la Ligue du Nord au sein de la coalition conservatrice. Son leader est Gianfranco Miccichè, ancien président de l'Assemblée régionale sicilienne. Le 3 janvier 2013, Grande Sud annonce le soutien à Berlusconi, sur la base d'une union des présidents de régions méridionales de droite (Calabre, Campanie, Molise, qui eux ne se présenteront pas aux élections parlementaires). Ces listes auraient dû permettre de recycler des personnalités comme Marcello Dell'Utri que le PdL ne souhaite pas présenter dans ses propres listes, en raison de ses condamnations antérieures, mais avec l'exception notable de Raffaele Lombardo au Sénat, aucun ex-PdL condamné n'est présent sur les listes de ce mouvement. Le Mouvement pour les autonomies en perte de vitesse et qui se déchire sur ce retournement d'alliance avec le PdL, en perdant ses principaux dirigeants, décide de présenter des listes communes avec Grande Sud et séparément au Sénat (uniquement en Sicile).

### Centre gauche

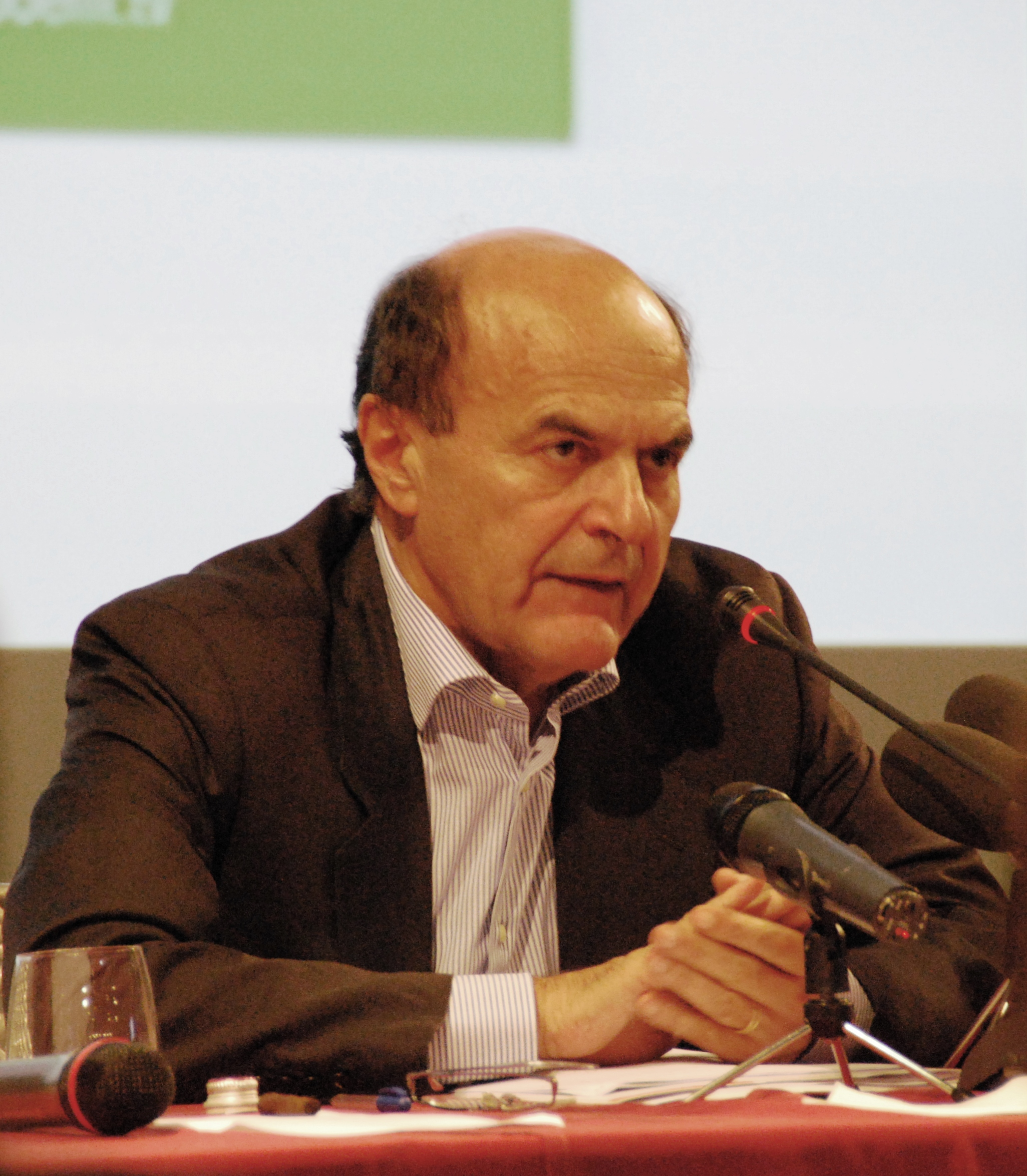
Pier Luigi Bersani.

Pour ce scrutin, trois forces du centre gauche, le Parti démocrate (Partito Democratico, PD), Gauche, écologie et liberté (Sinistra Ecologia Libertà, SEL), le petit Parti socialiste italien (Partito Socialista Italiano, PSI) et une formation centriste, le Centre démocrate (Centro Democratico, CD), ont décidé de tenir des élections primaires ouvertes afin de désigner un candidat commun à la présidence du Conseil des ministres. Les trois formations issues de la gauche ont ensuite formé une alliance.
Créé en octobre 2007, le PD est un rassemblement des sociaux-démocrates des Démocrates de gauche (DS) et des démocrates-chrétiens de La Marguerite (DL). Jusqu'aux élections locales de 2011, le parti a surtout essuyé des défaites électorales. À la fin de l'année 2009, l'échec de Renato Soru à conserver la présidence de la Sardaigne amène la démission de Walter Veltroni et la tenue de primaires, qui voient l'élection de Pier Luigi Bersani, ancien ministre, ancien président de Région, au poste de secrétaire du PD. Aux élections régionales de 2010, le parti cède encore quatre Régions, dont une à la Ligue du Nord. Toutefois, en 2011, il emporte la mairie de Milan et soutient, au second tour, un candidat de l'Italie des valeurs, qui prend celle de Naples. En 2012, il remporte les élections municipales italiennes de 2012. Trois de ses membres sont candidats aux primaires : le secrétaire Bersani, le maire de Florence, Matteo Renzi, et la conseillère régionale de Vénétie, Laura Puppato. SEL a été constitué en décembre 2009, rassemblant plusieurs partis ayant appartenu à la coalition Gauche et liberté (SL). Le parti est présidé par Nichi Vendola, président de la Région des Pouilles, ancien communiste et homosexuel déclaré, un profil particulièrement atypique pour la classe politique italienne. Il se présente aux primaires.
Le PSI, qui reprend le nom de l'un des principaux partis de l'après-guerre, laminé par l'opération Mains propres, a été formé en 2007. Son secrétaire, Riccardo Nencini, a présidé le conseil régional de la Toscane pendant dix ans. Pour les primaires, il apporte son soutien à Bersani. Enfin, l'API est le parti centriste constitué par Francesco Rutelli, ancien maire de Rome, ministre de la Culture du deuxième mandat de Romano Prodi, président de DL, qui a un temps fait partie du PD. Il est encore peu présent dans le paysage politique italien. Le député Bruno Tabacci, conseiller municipal de Milan, se présente aux primaires. Avec Massimo Donadi, ancien chef du groupe parlementaire de l'Italie des valeurs, il fonde le 28 décembre 2012 le Centre démocrate qui sera la composante centriste de l'Italie, bien commun.
À l'occasion du second tour de scrutin, le 4 décembre 2012, Bersani l'emporte par 61 % des voix, contre 39 % à Renzi.
Convaincu par le succès des primaires et des parlamentarie, procédure similaire pour désigner les candidats, rajeunis et féminisés (les listes comporteront 41 % d'élues), Bersani fait une campagne sans thèmes politiques forts et l'opinion n'en retient quasiment que l'expression « enlever les taches au jaguar » (smacchiare il giaguaro, qui pourrait se traduire par (peigner le jaguar), il ne fait aucune proposition novatrice pendant la fin de la campagne électorale[réf. nécessaire].

### Centristes (Avec Monti pour l'Italie)

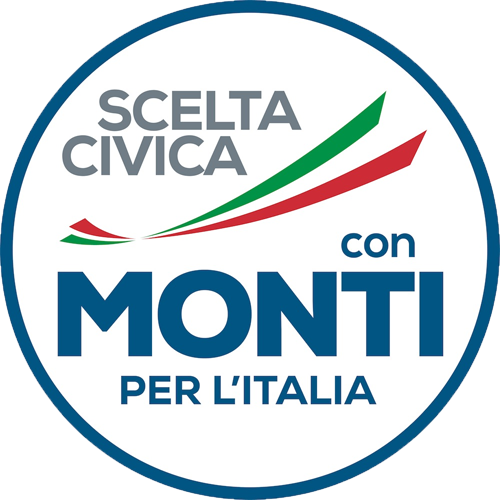
Logo des listes de la société civile soutenant Mario Monti.

À part le Centre démocrate, allié au centre gauche, le centrisme indépendant depuis 2008 (auparavant il était allié avec Berlusconi) est surtout représenté par l'Union de centre (UdC) de Pier Ferdinando Casini. S'y ajoutent les mouvements de centre droit hostiles à Berlusconi comme celui du président de la Chambre, Gianfranco Fini, mais aussi quelques députes du Peuple de la liberté hostiles au populisme et à l'anti-européisme de Berlusconi, comme Mario Mauro et le think tank Italia futura.
Le 25 décembre 2012 à minuit, Mario Monti envoie un tweet annonçant qu'il va « monter » en politique (en opposition avec la descente en politique de Berlusconi en janvier 1994). Ne pouvant se présenter aux élections en tant que sénateur à vie, il semble avoir accepté d'être le leader de trois mouvements : l'Union de centre de Pier Ferdinando Casini, le mouvement centriste chrétien-démocrate, un mouvement citoyen en cours de constitution à partir d'un laboratoire d'idées sous la houlette de Luca di Montezemolo, le président de Ferrari, appelé « Italia futura » et le parti de centre droit Futur et liberté pour l'Italie, dirigé par Gianfranco Fini, le président de la Chambre. La discussion est en cours pour savoir si trois listes séparées se présenteront à la chambre des députés tandis qu'une liste unique semble envisagée pour le Sénat. Au 27 décembre 2012, rien en semble décidé : ni le nom, ni le symbole, tandis que l' « agenda Monti » semble préfigurer le programme accepté par toutes les composantes. Le 28 décembre 2012, Mario Monti annonce lors d'une conférence de presse qu'il sera bien à la tête d'une coalition dénommée « Avec Monti pour l'Italie » qui se présentera unie uniquement au Sénat. Lui-même ne sera pas candidat aux élections, mais sera désigné comme candidat aux fonctions de président du Conseil par les forces coalisées. Lors du sommet de lancement, le 28 décembre 2012, étaient présents, outre Mario Monti, et les ministres Corrado Passera, Antonio Catricalà, Andrea Riccardi et Enzo Moavero Milanesi, Pier Ferdinando Casini pour l'UdC, Benedetto Della Vedova pour FLI, Mario Mauro, un ex PDL, Pietro Ichino, un ex Parti démocrate, Andrea Olivero, ancien président ACLI, Lorenzo Dellai, ex PPI et quatre représentants d'Italia futura : Carlo Calenda, Andrea Romano, Nicola Rossi et Linda Lanzillotta.
Le 4 janvier 2013, Monti dévoile le symbole et l'organisation électorale de son parti, Choix civique pour l'Italie, composé uniquement de non-parlementaires et qui portera le nom de « Choix civique - Avec Monti pour l'Italie » (en italien, Scelta civica - Con Monti per l'Italia) à la Chambre des députés. Deux autres listes dont le symbole n'est pas encore fixé seront présentées séparément par l'UdC et par FLI. Une liste unique sera en revanche présentée au Sénat, ensemble avec l'UdC et FLI avec pour nom « Avec Monti pour l'Italie ».

### Mouvement 5 étoiles

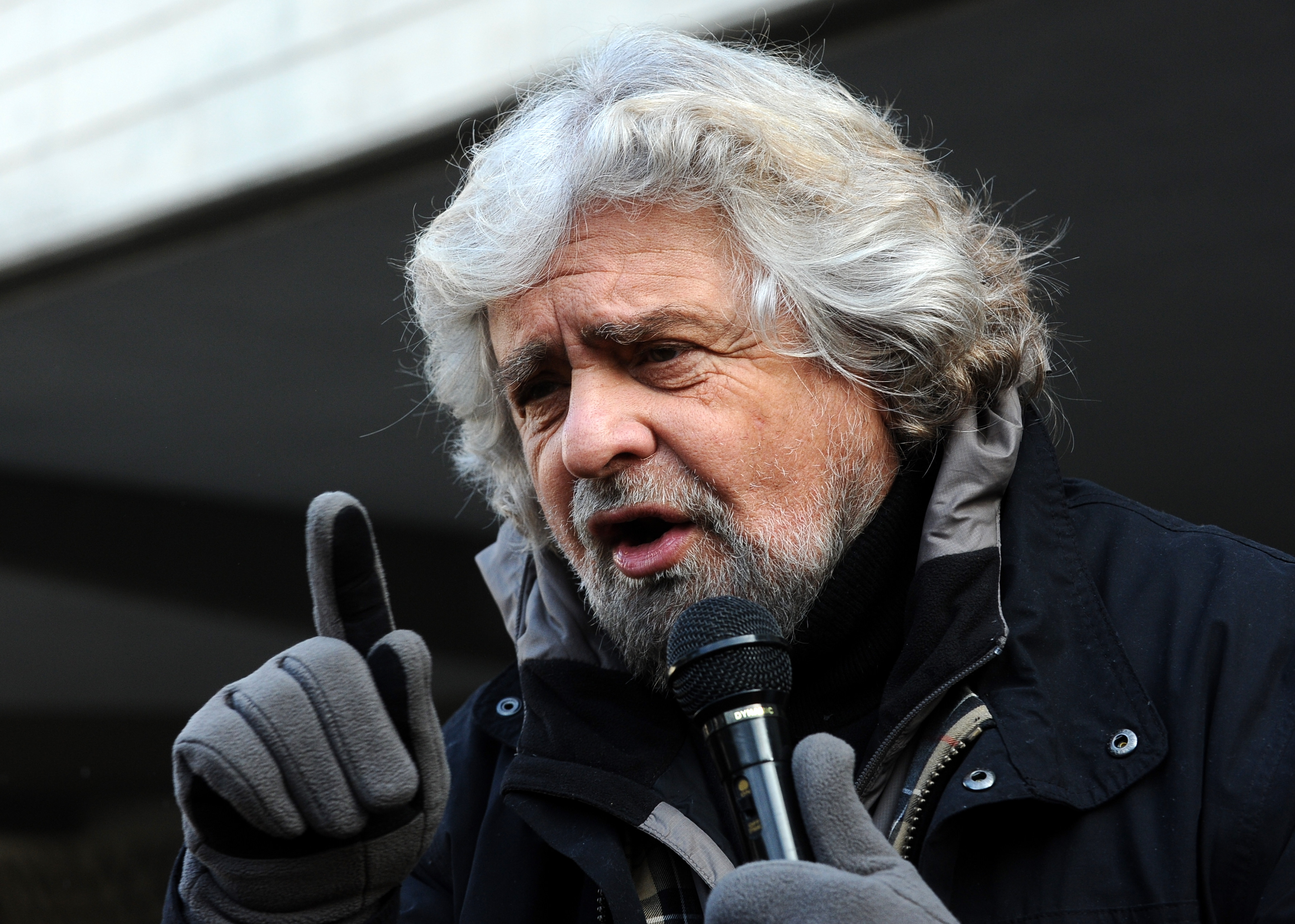
Beppe Grillo.

Le Mouvement 5 étoiles (MoVimento 5 Stelle, M5S) est un parti politique, constitué le 4 octobre 2009, sous l'impulsion du comique Beppe Grillo, empêché de se présenter aux primaires pour le secrétariat du Parti démocrate. Le M5S se présente comme une formation contre les partis, anti-corruption, partisane de la démocratie directe, écologiste et décroissante. Aux élections municipales italiennes de 2012, il parvient à se classer en troisième position au niveau national, derrière le PD et le PDL. À Parme, son candidat au poste de maire, Federico Pizzarotti est élu avec 60 % des voix contre le candidat présenté par l'ensemble des forces de centre gauche.
Lors des élections régionales anticipées du 28 octobre 2012 en Sicile, le M5S fait une apparition remarquée au conseil régional, remportant 14,9 % des voix et 15 sièges sur 90. Avec un tel résultat, il est le premier parti de l'île, devant le PD et le PDL, qui se présentaient dans le cadre de coalitions. Dans les sondages préélectoraux, le M5S est crédité de scores très importants, avec plus de 15 % des suffrages exprimés, dépassant parfois le Peuple de la liberté de Silvio Berlusconi.

### Révolution civile
Révolution civile est une alliance de gauche conduite par le magistrat Antonio Ingroia, formée par le Parti de la refondation communiste, Italie des valeurs, la Fédération des Verts, le Parti des communistes italiens et le Mouvement orange de Luigi de Magistris. Les listes se présentent unies avec un symbole électoral représentant sous une forme stylisée le tableau le Quart-État ce qui crée une brève polémique avec le Parti socialiste italien qui considère que personne n'a le monopole de ce symbole socialiste.

### Autres listes
Se présentent également d'autres listes, coalisées ou non :
- Avec comme chef de coalition Ottavio Pasqualucci, les partis non-parlementaires suivants : Partito cittadini, Lega centro, Forza Roma, Forza Lazio, No Gerit Equitalia, Mondo anziani, No alla chiusura ospedali, Dimezziamo lo stipendio ai politici, Viva l'Italia : seuls ces trois derniers figureront sur les bulletins de vote.
- Sans chef de coalition : Marco Pannella (Lista Amnistia Giustizia Libertà), Stefania Craxi (Réformistes italiens), Roberto Fiore (Force nouvelle), Luca Romagnoli (Flamme tricolore), Simone Di Stefano (CasaPound Italia), Marco Ferrando (Parti communiste des travailleurs), Magdi Allam (Io amo l'Italia), Oscar Giannino (Faire pour arrêter le déclin).

### Tableau récapitulatif
| Parti | Parti                                                 | Chef de file                       | Idéologie                                                                                         | Résultats en 2008 |
| ----- | ----------------------------------------------------- | ---------------------------------- | ------------------------------------------------------------------------------------------------- | --- |
|       | Coalition de centre droit Coalizione di centro-destra | Silvio Berlusconi                  | Centre droit Conservatisme, démocratie chrétienne, régionalisme, Euroscepticisme léger, Populisme | PDL : 276 députés (37,4 %) PDL : 147 sénateurs (38,2 %) LN : 60 députés (8,3 %) LN : 25 sénateurs (8,1 %) MPA : 8 députés (1,1 %) MPA : 2 sénateurs (1,1 %) |
|       | Italie. Bien commun Italia. Bene Comune               | Pier Luigi Bersani                 | Centre gauche Social-démocratie, Progressisme, Christianisme social, Écologisme                   | PD : 217 députés (33,2 %) PD : 118 sénateurs (33,7 %) |
|       | Avec Monti pour l'Italie Con Monti per l'Italia       | Mario Monti (Président du Conseil) | Centre Libéralisme, Social-libéralisme, centrisme, fédéralisme européen                           | UdC : 36 députés (5,6 %) UdC : 3 sénateurs (5,7 %) |
|       | Mouvement 5 étoiles (M5S) Movimento 5 Stelle          | Beppe Grillo                       | populisme, Démocratie directe, écologie, décroissance, euroscepticisme                            | N'existait pas encore |
|       | Révolution civile (RC) Rivoluzione civile             | Antonio Ingroia                    | Extreme Gauche Écosocialisme, communisme, antilibéralisme                                         | IdV : 29 députés (4,4 %) IdV : 14 sénateurs (4,3 %) |

## Campagne

### Sondages

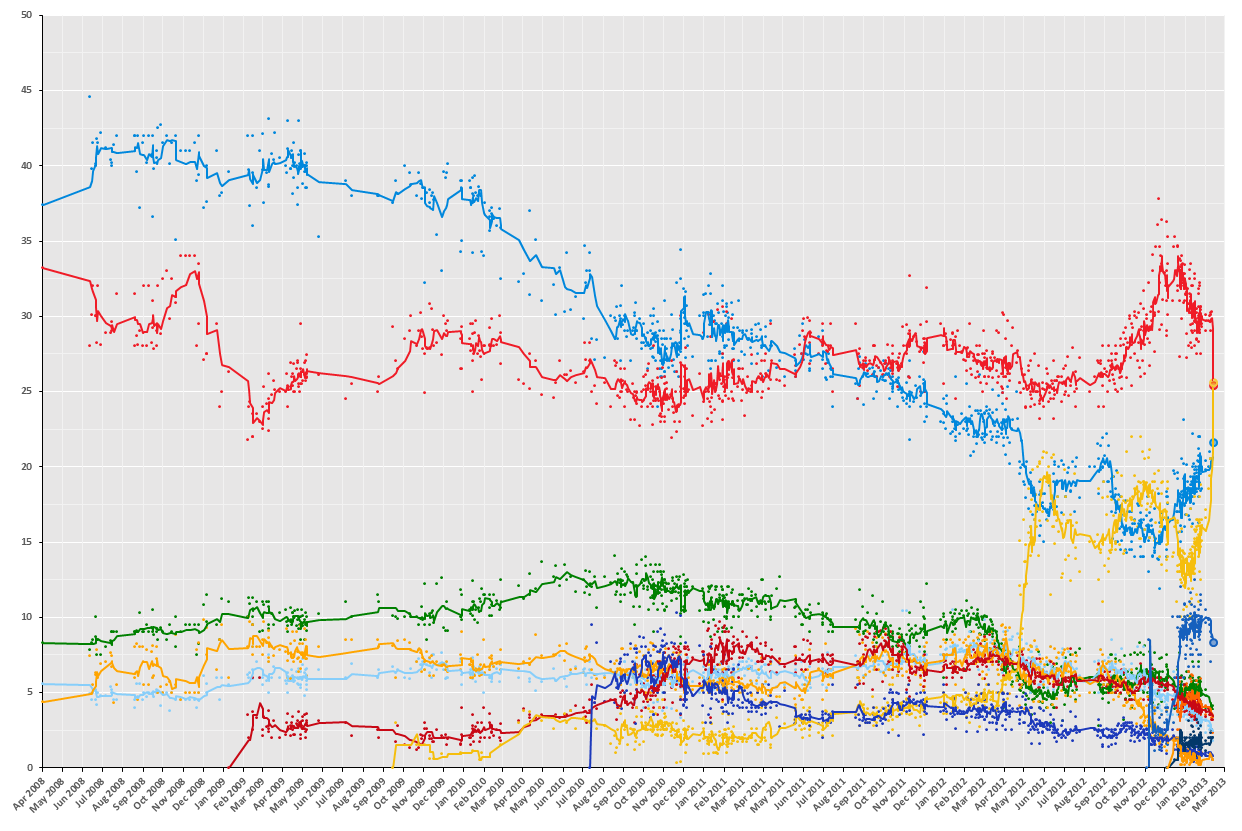
Intentions de votes depuis les dernières élections

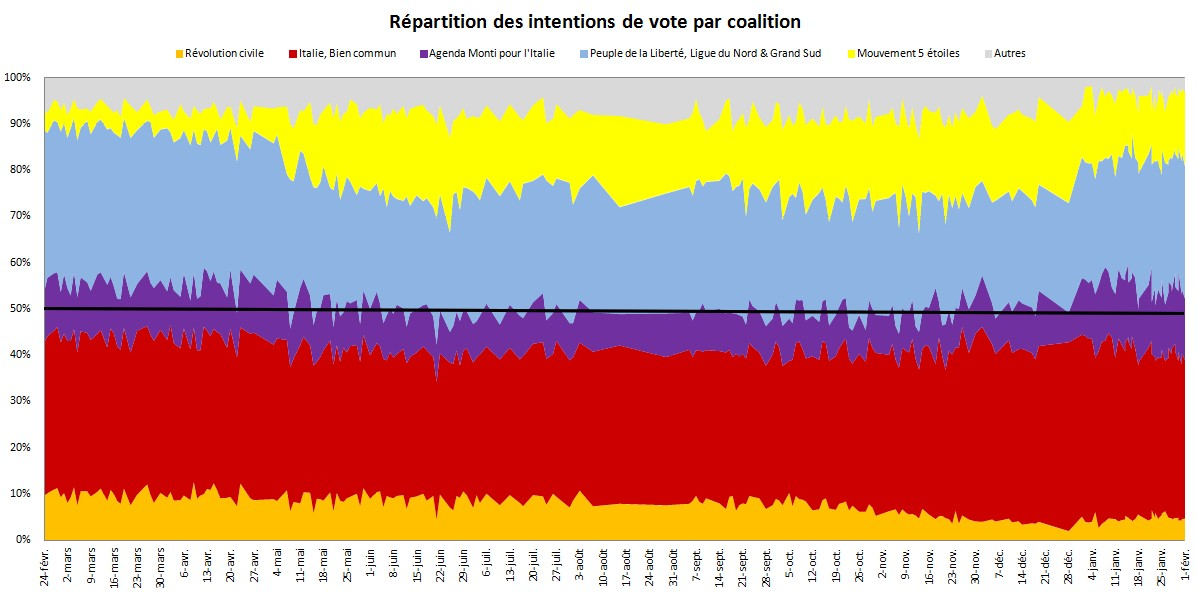
Évolution des intentions de vote par coalition du 24 décembre 2012 au 01 février 2013.

| Institut    | Date             | Mouvement 5 étoiles (Beppe Grillo) | Révolution civile (Antonio Ingroia) | Italie. Bien commun (Pier Luigi Bersani) | Avec Monti pour l'Italie (Mario Monti) | Centre droit (Silvio Berlusconi) | Autres |
| ----------- | ---------------- | ---------------------------------- | ----------------------------------- | ---------------------------------------- | -------------------------------------- | -------------------------------- | ------ |
| Datamonitor | 14 janvier 2013  | 12,8                               | 4,7                                 | 38,0                                     | 13,0                                   | 28,3                             | 3,2    |
| EMG Srl     | 14 janvier 2013  | 12,1                               | 5,2                                 | 37,4                                     | 14,8                                   | 27,9                             | 2,6    |
| Tecnè       | 13 janvier 2013  | 14.3                               | 4.3                                 | 37.8                                     | 14.5                                   | 26.0                             | 3.1    |
| Tecnè       | 11 janvier 2013  | 14.4                               | 4.0                                 | 39.5                                     | 15.1                                   | 24.6                             | 2.4    |
| SWG         | 11 janvier 2013  | 15.9                               | 4.5                                 | 34.9                                     | 13.8                                   | 25.3                             | 5.6    |
| Euromedia   | 10 janvier 2013  | 12.3                               | 4.4                                 | 38.5                                     | 10.5                                   | 30.7                             | 3.6    |
| Tecnè       | 10 janvier 2013  | 14.0                               | 4.4                                 | 39.3                                     | 15.2                                   | 24.5                             | 2.6    |
| Tecnè       | 9 janvier 2013   | 14.1                               | 3.7                                 | 40.3                                     | 15.1                                   | 24.3                             | 2.5    |
| ISPO        | 9 janvier 2013   | 13.2                               | 4.0                                 | 38.0                                     | 15.1                                   | 26.7                             | 3.0    |
| Lorien      | 9 janvier 2013   | 13.4                               | 4.3                                 | 37.0                                     | 14.6                                   | 26.8                             | 3.9    |
| Piepoli     | 8 janvier 2013   | 10.0                               | 4.0                                 | 41.0                                     | 14.0                                   | 29.0                             | 2.0    |
| Tecnè       | 8 janvier 2013   | 14.4                               | 4.1                                 | 39.6                                     | 15.1                                   | 24.6                             | 2.2    |
| Ipsos       | 8 janvier 2013   | 12.5                               | 5.5                                 | 38.8                                     | 17.6                                   | 21.7                             | 3.9    |
| IPR         | 8 janvier 2013   | 13.0                               | 2.0                                 | 38.0                                     | 16.0                                   | 27.0                             | 4.0    |
| Tecnè       | 6 janvier 2013   | 15.7                               | 3.4                                 | 39.9                                     | 14.3                                   | 24.8                             | 1.9    |
| ISPO        | 6 janvier 2013   | 13.5                               | 2.5                                 | 39.5                                     | 14.0                                   | 27.5                             | 3.0    |
| SP          | 6 janvier 2013   | 13.0                               | 5.7                                 | 33.0                                     | 13.1                                   | 27.6                             | 7.6    |
| Tecnè       | 4 janvier 2013   | 16.4                               | 3.8                                 | 40.4                                     | 12.4                                   | 25.3                             | 1.7    |
| Tecnè       | 3 janvier 2013   | 16.3                               | 3.7                                 | 40.3                                     | 12.0                                   | 25.8                             | 1.9    |
| Tecnè       | 2 janvier 2013   | 16.0                               | 3.8                                 | 40.9                                     | 12.0                                   | 25.4                             | 1.9    |
| Piepoli     | 1er janvier 2013 | 11.0                               | 5.0                                 | 42.0                                     | 12.0                                   | 28.0                             | 2.0    |
|             |                  | Mouvement 5 étoiles (Beppe Grillo) | Révolution civile (Antonio Ingroia) | Italie. Bien commun (Pier Luigi Bersani) | Avec Monti pour l'Italie (Mario Monti) | Centre droit (Silvio Berlusconi) | Autres |

Notes:
- « * » Révolution civile est une coalition entre l'Italie des valeurs, la Fédération des Verts, le Parti de la refondation communiste, le Parti des communistes italiens et le Mouvement orange de Luigi de Magistris[9]. Les chiffres indiqués avant 2012 concernent l'IdV.
- « ** » Avec Monti pour l'Italie est une coalition entre l'Union de centre, Futur et liberté pour l'Italie et Choix civique pour l'Italie.

## Résultats

### Évolution de la participation
Les élections se tenant sur deux jours l'évolution de la participation est la suivante :
| Année | 12 h    | 19 h    | 22 h    | 15 h    |
| ----- | ------- | ------- | ------- | ------- |
| 2008  | 16,35 % | 48,67 % | 62,55 % | 80,70 % |
| 2013  | 14,94 % | 46,79 % | 55,17 % | 75,04 % |
| +/-   | 1,41    | 1,88    | 7,38    | 5,66    |

### Résultats simplifiés
| Coalition | Coalition                                             | Parti                                                 | Parti                                                 | Députés   | +/-           | Sénateurs     | +/-           |
| --------- | ----------------------------------------------------- | ----------------------------------------------------- | ----------------------------------------------------- | --------- | ------------- | ------------- | ------------- |
|           | Coalition de centre gauche (CSX)                      |                                                       | Parti démocrate (PD)                                  | 297 / 630 | 80            | 111 / 315     | 7             |
|           | Coalition de centre gauche (CSX)                      | Gauche, écologie et liberté (SEL)                     | 37 / 630                                              | Nv.       | 7 / 315       | Nv.           |               |
|           | Coalition de centre gauche (CSX)                      | Centre démocrate (CD)                                 | 6 / 630                                               | Nv.       | 0 / 315       | Nv.           |               |
|           | Coalition de centre gauche (CSX)                      | Parti populaire sud-tyrolien (SVP)                    | 5 / 630                                               | 3         | 4 / 315       | en stagnation |               |
|           | Coalition de centre gauche (CSX)                      | Le Mégaphone (Meg)                                    |                                                       |           | 1 / 315       | 1             |               |
| Total     | Total                                                 | 345 / 630                                             | 98                                                    | 123 / 315 | 9             |               |               |
|           | Coalition de centre droit (CDX)                       |                                                       | Le Peuple de la liberté (PdL)                         | 98 / 630  | 178           | 98 / 315      | 49            |
|           | Coalition de centre droit (CDX)                       | Ligue du Nord (Lega)                                  | 18 / 630                                              | 42        | 18 / 315      | 8             |               |
|           | Coalition de centre droit (CDX)                       | Frères d'Italie (FdI)                                 | 9 / 630                                               | Nv.       | 0 / 315       | Nv.           |               |
|           | Coalition de centre droit (CDX)                       | Grand Sud (GS)                                        | 0 / 630                                               | Nv.       | 1 / 315       | Nv.           |               |
| Total     | Total                                                 | 125 / 630                                             | 219                                                   | 117 / 315 | 57            |               |               |
|           | Mouvement 5 étoiles (M5S)                             | Mouvement 5 étoiles (M5S)                             | Mouvement 5 étoiles (M5S)                             | 108 / 630 | Nv.           | 54 / 315      | Nv.           |
|           | Avec Monti pour l'Italie (CMI)                        |                                                       | Choix civique pour l'Italie (SC)                      | 38 / 630  | Nv.           | 16 / 315      | Nv.           |
|           | Avec Monti pour l'Italie (CMI)                        | Union de centre (UdC)                                 | 8 / 630                                               | 28        | 2 / 315       | 1             |               |
|           | Avec Monti pour l'Italie (CMI)                        | Futur et liberté pour l’Italie (FLI)                  | 1 / 630                                               | Nv.       | 1 / 315       | Nv.           |               |
| Total     | Total                                                 | 47 / 630                                              | Nv.                                                   | 19 / 315  | Nv.           |               |               |
|           | Vallée d'Aoste (VdA)                                  | Vallée d'Aoste (VdA)                                  | Vallée d'Aoste (VdA)                                  | 1 / 630   | 1             | 1 / 315       | en stagnation |
|           | Mouvement associatif des Italiens à l'étranger (MAIE) | Mouvement associatif des Italiens à l'étranger (MAIE) | Mouvement associatif des Italiens à l'étranger (MAIE) | 2 / 630   | 1             | 1 / 315       | 1             |
|           | Union sud-américaine des émigrés italiens (USEI)      | Union sud-américaine des émigrés italiens (USEI)      | Union sud-américaine des émigrés italiens (USEI)      | 1 / 630   | en stagnation | 0 / 315       | en stagnation |

### Chambre des députés

#### Résultats généraux
|           |                                                       |                                                       |                                                       |     |     |     |     |               |  |  |  |  |  |  |
| Coalition | Coalition                                             | Parti                                                 | Parti                                                 | SI  | VdA | SD  | ST  | +/-           |  |  |  |  |  |  |
|           | Italie. Bien commun (IBC)                             |                                                       | Parti démocrate (PD)                                  | 292 | 0   | 5   | 297 | 80            |  |  |  |  |  |  |
|           | Italie. Bien commun (IBC)                             | Gauche, écologie et liberté (SEL)                     | 37                                                    |     | 0   | 37  | Nv. |               |  |  |  |  |  |  |
|           | Italie. Bien commun (IBC)                             | Centre démocrate (CD)                                 | 6                                                     |     |     | 6   | Nv. |               |  |  |  |  |  |  |
|           | Italie. Bien commun (IBC)                             | Parti populaire sud-tyrolien (SVP)                    | 5                                                     |     |     | 5   | 3   |               |  |  |  |  |  |  |
| Total     | Total                                                 | 340                                                   | 0                                                     | 5   | 345 | 98  |     |               |  |  |  |  |  |  |
|           | Coalition de centre droit (CDX)                       |                                                       | Le Peuple de la liberté (PdL)                         | 97  |     | 1   | 98  | 178           |  |  |  |  |  |  |
|           | Coalition de centre droit (CDX)                       | Ligue du Nord (LN)                                    | 18                                                    | 0   |     | 18  | 42  |               |  |  |  |  |  |  |
|           | Coalition de centre droit (CDX)                       | Frères d'Italie (FdI)                                 | 9                                                     |     |     | 9   | Nv. |               |  |  |  |  |  |  |
| Total     | Total                                                 | 124                                                   | 0                                                     | 1   | 125 | 219 |     |               |  |  |  |  |  |  |
|           | Mouvement 5 étoiles (M5S)                             | Mouvement 5 étoiles (M5S)                             | Mouvement 5 étoiles (M5S)                             | 108 | 0   | 1   | 109 | Nv.           |  |  |  |  |  |  |
|           | Avec Monti pour l'Italie (CMI)                        |                                                       | Choix civique pour l'Italie (SC)                      | 37  |     | 1   | 38  | Nv.           |  |  |  |  |  |  |
|           | Avec Monti pour l'Italie (CMI)                        | Union de centre (UdC)                                 | 8                                                     | 0   | 0   | 8   | 28  |               |  |  |  |  |  |  |
|           | Avec Monti pour l'Italie (CMI)                        | Futur et liberté pour l’Italie (FLI)                  | 0                                                     | 0   | 1   | 1   | Nv. |               |  |  |  |  |  |  |
| Total     | Total                                                 | 45                                                    | 0                                                     | 2   | 47  | Nv. |     |               |  |  |  |  |  |  |
|           | Vallée d'Aoste (VdA)                                  | Vallée d'Aoste (VdA)                                  | Vallée d'Aoste (VdA)                                  |     | 1   |     | 1   | 1             |  |  |  |  |  |  |
|           | Mouvement associatif des Italiens à l'étranger (MAIE) | Mouvement associatif des Italiens à l'étranger (MAIE) | Mouvement associatif des Italiens à l'étranger (MAIE) |     |     | 2   | 2   | 1             |  |  |  |  |  |  |
|           | Union sud-américaine des émigrés italiens (USEI)      | Union sud-américaine des émigrés italiens (USEI)      | Union sud-américaine des émigrés italiens (USEI)      |     |     | 1   | 1   | en stagnation |  |  |  |  |  |  |
|           |                                                       |                                                       |                                                       |     |     |     |     |               |  |  |  |  |  |  |
| Total     | Total                                                 | Total                                                 | Total                                                 | 617 | 1   | 12  | 630 | en stagnation |  |  |  |  |  |  |

#### Italie (sans laVallée d'Aoste)
Les résultats ci-dessous ne comptent que les suffrages exprimés en Italie, sans la Vallée d'Aoste et ne tiennent pas compte des votes des Italiens à l'étranger.
|                          |                                           |                                             |                                           |            |       |       |               |               |  |  |  |  |  |  |
| Coalition                | Coalition                                 | Parti                                       | Parti                                     | Voix       | %     | +/-   | Sièges        | +/-           |  |  |  |  |  |  |
|                          | Italie. Bien commun (IBC)                 |                                             | Parti démocrate (PD)                      | 8 646 034  | 25,43 | 7,75  | 292           | 81            |  |  |  |  |  |  |
|                          | Italie. Bien commun (IBC)                 | Gauche, écologie et liberté (SEL)           | 1 089 231                                 | 3,20       | Nv.   | 37    | 37            |               |  |  |  |  |  |  |
|                          | Italie. Bien commun (IBC)                 | Centre démocrate (CD)                       | 167 328                                   | 0,49       | Nv.   | 6     | 6             |               |  |  |  |  |  |  |
|                          | Italie. Bien commun (IBC)                 | Parti populaire sud-tyrolien (SVP)          | 146 800                                   | 0,43       | 0,02  | 5     | 3             |               |  |  |  |  |  |  |
| Total                    | Total                                     | 10 049 393                                  | 29,55                                     | 8,00       | 340   | 101   |               |               |  |  |  |  |  |  |
|                          | Coalition de centre droit (CDX)           |                                             | Le Peuple de la liberté (PdL)             | 7 332 134  | 21,56 | 15,82 | 97            | 175           |  |  |  |  |  |  |
|                          | Coalition de centre droit (CDX)           | Ligue du Nord (LN)                          | 1 390 534                                 | 4,09       | 4,21  | 18    | 42            |               |  |  |  |  |  |  |
|                          | Coalition de centre droit (CDX)           | Frères d'Italie (FdI)                       | 666 765                                   | 1,96       | Nv.   | 9     | 9             |               |  |  |  |  |  |  |
|                          | Coalition de centre droit (CDX)           | La Droite (LD)                              | 219 585                                   | 0,65       | -     | 0     | en stagnation |               |  |  |  |  |  |  |
|                          | Coalition de centre droit (CDX)           | Grand Sud-MpA (GS-MpA)                      | 148 248                                   | 0,44       | 0,69  | 0     | 8             |               |  |  |  |  |  |  |
|                          | Coalition de centre droit (CDX)           | Modérés en révolution (MIR)                 | 82 557                                    | 0,24       | Nv.   | 0     | en stagnation |               |  |  |  |  |  |  |
|                          | Coalition de centre droit (CDX)           | Parti des retraités (PP)                    | 54 418                                    | 0,16       | -     | 0     | en stagnation |               |  |  |  |  |  |  |
|                          | Coalition de centre droit (CDX)           | Entente populaire (IP)                      | 26 120                                    | 0,08       | Nv.   | 0     | en stagnation |               |  |  |  |  |  |  |
|                          | Coalition de centre droit (CDX)           | Gens libres pour une Italie équitable (IPE) | 3 239                                     | 0,01       | Nv.   | 0     | en stagnation |               |  |  |  |  |  |  |
| Total                    | Total                                     | 9 923 600                                   | 29,18                                     | 17,63      | 124   | 216   |               |               |  |  |  |  |  |  |
|                          | Mouvement 5 étoiles (M5S)                 | Mouvement 5 étoiles (M5S)                   | Mouvement 5 étoiles (M5S)                 | 8 691 406  | 25,56 | Nv.   | 108           | 108           |  |  |  |  |  |  |
|                          | Avec Monti pour l'Italie (CMI)            |                                             | Choix civique pour l'Italie (SC)          | 2 832 842  | 8,30  | Nv.   | 37            | 37            |  |  |  |  |  |  |
|                          | Avec Monti pour l'Italie (CMI)            | Union de centre (UdC)                       | 608 321                                   | 1,79       | 3,83  | 8     | 28            |               |  |  |  |  |  |  |
|                          | Avec Monti pour l'Italie (CMI)            | Futur et liberté pour l’Italie (FLI)        | 159 378                                   | 0,47       | Nv.   | 0     | en stagnation |               |  |  |  |  |  |  |
| Total                    | Total                                     | 3 591 541                                   | 10,56                                     | Nv.        | 45    | 45    |               |               |  |  |  |  |  |  |
|                          | Révolution civile (RC)                    | Révolution civile (RC)                      | Révolution civile (RC)                    | 765 189    | 2,25  | 5,20  | 0             | 28            |  |  |  |  |  |  |
|                          | Agir pour cesser le déclin (FFD)          | Agir pour cesser le déclin (FFD)            | Agir pour cesser le déclin (FFD)          | 380 044    | 1,12  | Nv.   | 0             | en stagnation |  |  |  |  |  |  |
|                          | Forza Nuova (FN)                          | Forza Nuova (FN)                            | Forza Nuova (FN)                          | 90 047     | 0,26  | 0,04  | 0             | en stagnation |  |  |  |  |  |  |
|                          | Parti communiste des travailleurs (PCL)   | Parti communiste des travailleurs (PCL)     | Parti communiste des travailleurs (PCL)   | 89 643     | 0,26  | 0,31  | 0             | en stagnation |  |  |  |  |  |  |
|                          | Liste Amnistie, Justice et Liberté (AGL)  | Liste Amnistie, Justice et Liberté (AGL)    | Liste Amnistie, Justice et Liberté (AGL)  | 65 022     | 0,19  | Abs.  | 0             | en stagnation |  |  |  |  |  |  |
|                          | Die Freiheitlichen (DF)                   | Die Freiheitlichen (DF)                     | Die Freiheitlichen (DF)                   | 48 317     | 0,14  | 0,06  | 0             | en stagnation |  |  |  |  |  |  |
|                          | CasaPound (CPI)                           | CasaPound (CPI)                             | CasaPound (CPI)                           | 47 911     | 0,14  | Nv.   | 0             | en stagnation |  |  |  |  |  |  |
|                          | Flamme Tricolore (MSFT)                   | Flamme Tricolore (MSFT)                     | Flamme Tricolore (MSFT)                   | 44 408     | 0,13  | -     | 0             | en stagnation |  |  |  |  |  |  |
|                          | J’aime l'Italie (ALI)                     | J’aime l'Italie (ALI)                       | J’aime l'Italie (ALI)                     | 42 603     | 0,13  | Nv.   | 0             | en stagnation |  |  |  |  |  |  |
|                          | Indépendance vénitienne (IV)              | Indépendance vénitienne (IV)                | Indépendance vénitienne (IV)              | 33 217     | 0,10  | Nv.   | 0             | en stagnation |  |  |  |  |  |  |
|                          | Autres partis (20 partis, moins de 0,10%) | Autres partis (20 partis, moins de 0,10%)   | Autres partis (20 partis, moins de 0,10%) | 143 414    | 0,42  | -     | 0             | -             |  |  |  |  |  |  |
|                          |                                           |                                             |                                           |            |       |       |               |               |  |  |  |  |  |  |
| Suffrages exprimés       | Suffrages exprimés                        | Suffrages exprimés                          | Suffrages exprimés                        | 34 005 755 | 96,41 |       |               |               |  |  |  |  |  |  |
| Votes blancs             | Votes blancs                              | Votes blancs                                | Votes blancs                              | 395 279    | 1,12  |       |               |               |  |  |  |  |  |  |
| Votes nuls               | Votes nuls                                | Votes nuls                                  | Votes nuls                                | 869 892    | 2,47  |       |               |               |  |  |  |  |  |  |
| Total                    | Total                                     | Total                                       | Total                                     | 35 270 926 | 100   | -     | 617           | en stagnation |  |  |  |  |  |  |
| Abstention               | Abstention                                | Abstention                                  | Abstention                                | 11 634 228 | 24,80 |       |               |               |  |  |  |  |  |  |
| Inscrits / participation | Inscrits / participation                  | Inscrits / participation                    | Inscrits / participation                  | 46 905 154 | 75,20 |       |               |               |  |  |  |  |  |  |

### Sénat de la République
|           |                                                       |                                                       |                                                       |     |     |     |    |               |               |  |  |  |  |  |
| Coalition | Coalition                                             | Parti                                                 | Parti                                                 | SI  | THA | VdA | SD | ST            | +/-           |  |  |  |  |  |
|           | Italie. Bien commun (IBC)                             |                                                       | Parti démocrate (PD)                                  | 105 | 2   | 0   | 4  | 111           | 7             |  |  |  |  |  |
|           | Italie. Bien commun (IBC)                             | Gauche, écologie et liberté (SEL)                     | 7                                                     |     |     |     | 7  | Nv.           |               |  |  |  |  |  |
|           | Italie. Bien commun (IBC)                             | Parti populaire sud-tyrolien (SVP)                    |                                                       | 4   |     |     | 4  | en stagnation |               |  |  |  |  |  |
|           | Italie. Bien commun (IBC)                             | Le Mégaphone - Liste Crocetta (Meg)                   | 1                                                     |     |     |     | 1  | 1             |               |  |  |  |  |  |
| Total     | Total                                                 | 113                                                   | 6                                                     | 0   | 4   | 123 | 9  |               |               |  |  |  |  |  |
|           | Coalition de centre droit (CDX)                       |                                                       | Le Peuple de la liberté (PdL)                         | 98  | 0   |     |    | 98            | 49            |  |  |  |  |  |
|           | Coalition de centre droit (CDX)                       | Ligue du Nord (LN)                                    | 17                                                    | 1   | 0   |     | 18 | 8             |               |  |  |  |  |  |
|           | Coalition de centre droit (CDX)                       | Grand Sud (GS)                                        | 1                                                     |     |     |     | 1  | Nv.           |               |  |  |  |  |  |
| Total     | Total                                                 | 116                                                   | 1                                                     | 0   | 0   | 117 | 57 |               |               |  |  |  |  |  |
|           | Mouvement 5 étoiles (M5S)                             | Mouvement 5 étoiles (M5S)                             | Mouvement 5 étoiles (M5S)                             | 54  | 0   | 0   | 0  | 54            | Nv.           |  |  |  |  |  |
|           | Avec Monti pour l'Italie (CMI)                        | Avec Monti pour l'Italie (CMI)                        | Avec Monti pour l'Italie (CMI)                        | 18  | 0   | 0   | 1  | 19            | Nv.           |  |  |  |  |  |
|           | Vallée d'Aoste (VdA)                                  | Vallée d'Aoste (VdA)                                  | Vallée d'Aoste (VdA)                                  |     |     | 1   |    | 1             | en stagnation |  |  |  |  |  |
|           | Mouvement associatif des Italiens à l'étranger (MAIE) | Mouvement associatif des Italiens à l'étranger (MAIE) | Mouvement associatif des Italiens à l'étranger (MAIE) |     |     |     | 1  | 1             | 1             |  |  |  |  |  |
|           |                                                       |                                                       |                                                       |     |     |     |    |               |               |  |  |  |  |  |
| Total     | Total                                                 | Total                                                 | Total                                                 | 301 | 7   | 1   | 6  | 315           | en stagnation |  |  |  |  |  |

#### Italie (Sans laVallée d'Aosteet leTrentin-Haut-Adige)
|                          |                                           |                                             |                                           |            |       |       |               |               |  |  |  |  |  |  |
| Coalition                | Coalition                                 | Parti                                       | Parti                                     | Voix       | %     | +/-   | Sièges        | +/-           |  |  |  |  |  |  |
|                          | Italie. Bien commun (IBC)                 |                                             | Parti démocrate (PD)                      | 8 400 851  | 27,44 | 6,25  | 105           | 11            |  |  |  |  |  |  |
|                          | Italie. Bien commun (IBC)                 | Gauche, écologie et liberté (SEL)           | 911 486                                   | 2,98       | Nv.   | 7     | 7             |               |  |  |  |  |  |  |
|                          | Italie. Bien commun (IBC)                 | Centre démocrate (CD)                       | 162 418                                   | 0,53       | Nv.   | 0     | en stagnation |               |  |  |  |  |  |  |
|                          | Italie. Bien commun (IBC)                 | Le Mégaphone - Liste Crocetta (Meg)         | 138 564                                   | 0,45       | Nv.   | 1     | 1             |               |  |  |  |  |  |  |
|                          | Italie. Bien commun (IBC)                 | Parti socialiste italien (PSI)              | 57 606                                    | 0,19       | 0,68  | 0     | en stagnation |               |  |  |  |  |  |  |
|                          | Italie. Bien commun (IBC)                 | Modérés (Mod.)                              | 14 512                                    | 0,05       | Nv.   | 0     | en stagnation |               |  |  |  |  |  |  |
| Total                    | Total                                     | 9 685 437                                   | 31,63                                     | 6,38       | 113   | 17    |               |               |  |  |  |  |  |  |
|                          | Coalition de centre droit (CDX)           |                                             | Le Peuple de la liberté (PdL)             | 6 828 994  | 22,30 | 15,87 | 98            | 43            |  |  |  |  |  |  |
|                          | Coalition de centre droit (CDX)           | Ligue du Nord (LN)                          | 1 328 534                                 | 4,34       | 3,72  | 17    | 8             |               |  |  |  |  |  |  |
|                          | Coalition de centre droit (CDX)           | Frères d'Italie (FdI)                       | 590 645                                   | 1,93       | Nv.   | 0     | en stagnation |               |  |  |  |  |  |  |
|                          | Coalition de centre droit (CDX)           | La Droite (LD)                              | 221 368                                   | 0,72       | -     | 0     | en stagnation |               |  |  |  |  |  |  |
|                          | Coalition de centre droit (CDX)           | Parti des retraités (PP)                    | 123 237                                   | 0,40       | -     | 0     | en stagnation |               |  |  |  |  |  |  |
|                          | Coalition de centre droit (CDX)           | Grand Sud (GS)                              | 122 262                                   | 0,40       | Nv.   | 1     | 1             |               |  |  |  |  |  |  |
|                          | Coalition de centre droit (CDX)           | Modérés en révolution (MIR)                 | 69 838                                    | 0,23       | Nv.   | 0     | en stagnation |               |  |  |  |  |  |  |
|                          | Coalition de centre droit (CDX)           | MPA-Parti des Siciliens                     | 48 539                                    | 0,16       | 0,92  | 0     | 2             |               |  |  |  |  |  |  |
|                          | Coalition de centre droit (CDX)           | Entente populaire (IP)                      | 24 870                                    | 0,08       | Nv.   | 0     | en stagnation |               |  |  |  |  |  |  |
|                          | Coalition de centre droit (CDX)           | Chantier populaire (CP)                     | 21 675                                    | 0,07       | Nv.   | 0     | en stagnation |               |  |  |  |  |  |  |
|                          | Coalition de centre droit (CDX)           | Basta Tasse                                 | 19 202                                    | 0,06       | Nv.   | 0     | en stagnation |               |  |  |  |  |  |  |
|                          | Coalition de centre droit (CDX)           | Gens libres pour une Italie équitable (IPE) | 6 488                                     | 0,02       | Nv.   | 0     | en stagnation |               |  |  |  |  |  |  |
| Total                    | Total                                     | 9 405 652                                   | 30,72                                     | 16,60      | 116   | 52    |               |               |  |  |  |  |  |  |
|                          | Mouvement 5 étoiles (M5S)                 | Mouvement 5 étoiles (M5S)                   | Mouvement 5 étoiles (M5S)                 | 7 286 550  | 23,80 | Nv.   | 54            | 54            |  |  |  |  |  |  |
|                          | Avec Monti pour l'Italie (CMI)            | Avec Monti pour l'Italie (CMI)              | Avec Monti pour l'Italie (CMI)            | 2 797 914  | 9,14  | 3,45  | 18            | 15            |  |  |  |  |  |  |
|                          | Révolution civile (RC)                    | Révolution civile (RC)                      | Révolution civile (RC)                    | 551 064    | 1,80  | 5,73  | 0             | 14            |  |  |  |  |  |  |
|                          | Agir pour cesser le déclin (FFD)          | Agir pour cesser le déclin (FFD)            | Agir pour cesser le déclin (FFD)          | 278 470    | 0,91  | Nv.   | 0             | en stagnation |  |  |  |  |  |  |
|                          | Parti communiste des travailleurs (PCL)   | Parti communiste des travailleurs (PCL)     | Parti communiste des travailleurs (PCL)   | 113 967    | 0,37  | 0,18  | 0             | en stagnation |  |  |  |  |  |  |
|                          | Forza Nuova (FN)                          | Forza Nuova (FN)                            | Forza Nuova (FN)                          | 81 578     | 0,27  | 0,01  | 0             | en stagnation |  |  |  |  |  |  |
|                          | Liste Amnistie, Justice et Liberté (AGL)  | Liste Amnistie, Justice et Liberté (AGL)    | Liste Amnistie, Justice et Liberté (AGL)  | 63 074     | 0,21  | Abs.  | 0             | en stagnation |  |  |  |  |  |  |
|                          | Flamme Tricolore (MSFT)                   | Flamme Tricolore (MSFT)                     | Flamme Tricolore (MSFT)                   | 52 060     | 0,17  | -     | 0             | en stagnation |  |  |  |  |  |  |
|                          | CasaPound (CPI)                           | CasaPound (CPI)                             | CasaPound (CPI)                           | 40 716     | 0,13  | Nv.   | 0             | en stagnation |  |  |  |  |  |  |
|                          | J’aime l'Italie (ALI)                     | J’aime l'Italie (ALI)                       | J’aime l'Italie (ALI)                     | 40 660     | 0,13  | Nv.   | 0             | en stagnation |  |  |  |  |  |  |
|                          | Indépendance vénitienne (IV)              | Indépendance vénitienne (IV)                | Indépendance vénitienne (IV)              | 29 690     | 0,10  | Nv.   | 0             | en stagnation |  |  |  |  |  |  |
|                          | Autres partis (29 partis, moins de 0,10%) | Autres partis (29 partis, moins de 0,10%)   | Autres partis (29 partis, moins de 0,10%) | 191 249    | 0,62  | -     | 0             | -             |  |  |  |  |  |  |
|                          |                                           |                                             |                                           |            |       |       |               |               |  |  |  |  |  |  |
| Suffrages exprimés       | Suffrages exprimés                        | Suffrages exprimés                          | Suffrages exprimés                        | 30 617 901 | 96,43 |       |               |               |  |  |  |  |  |  |
| Votes blancs             | Votes blancs                              | Votes blancs                                | Votes blancs                              | 369 301    | 1,16  |       |               |               |  |  |  |  |  |  |
| Votes nuls               | Votes nuls                                | Votes nuls                                  | Votes nuls                                | 764 148    | 2,41  |       |               |               |  |  |  |  |  |  |
| Total                    | Total                                     | Total                                       | Total                                     | 31 751 350 | 100   | -     | 301           | en stagnation |  |  |  |  |  |  |
| Abstention               | Abstention                                | Abstention                                  | Abstention                                | 10 519 474 | 24,89 |       |               |               |  |  |  |  |  |  |
| Inscrits / participation | Inscrits / participation                  | Inscrits / participation                    | Inscrits / participation                  | 42 270 824 | 75,11 |       |               |               |  |  |  |  |  |  |

### Scrutins régionaux anticipés
Dans les trois régions concernées par un vote anticipé, après dissolution du Conseil régional, Roberto Maroni, Ligue du Nord, l'emporte en Lombardie, la droite conservant la région, tandis que Nicola Zingaretti et Paolo Di Laura Frattura, du Parti démocrate font basculer au centre gauche les régions du Latium et du Molise.
- Élections régionales de 2013 en Lombardie
- Élections régionales de 2013 dans le Latium
- Élections régionales de 2013 au Molise